# Poiana Botizii, Maramureș
Poiana Botizii (în maghiară Rákosfalva) este un sat în comuna Băiuț din județul Maramureș, Transilvania, România.

## Așezare
Așezarea este situată paralel cu valea pe care este centrul comunal Băiuț și de care este separată de o creastă pe care se află două poieni denumite „Secătura” respectiv „Măgura”.

## Istoric
Prima atestare documentară: 1344 (Batiz). 

## Etimologie
Etimologia numelui localității: din Poiana (< subst. poiană „luminiș în pădure") + Botiza (din n. fam. rom. Botiz + suf. top. -a). 

## Demografie
La recensământul din 2011, populația era de 235 locuitori. 

## Date economice
- Ocupația de bază a locuitorilor este creșterea animalelor și exploatarea lemnului.
- Fabricarea dranițelor de brad și acoperirea caselor cu acestea.

## Monumente
- Biserica de lemn din Poiana Botizii

## Obiective turistice
- Rezervația naturală „Peștera cu Oase” (în secolul al XIX-lea, în această locație s-au descoperit oase de Ursus speloeus)(0,5 ha)(Legea 5/2000).
- Borcutul sau Izvorul pulsatoriu (la cca. 3,5 km nord de centru, la confluența a două văi: Poienii și Cizma)
- Codrii seculari de la Strâmbu - Băiuț (sit Natura 2000)

## Imagini

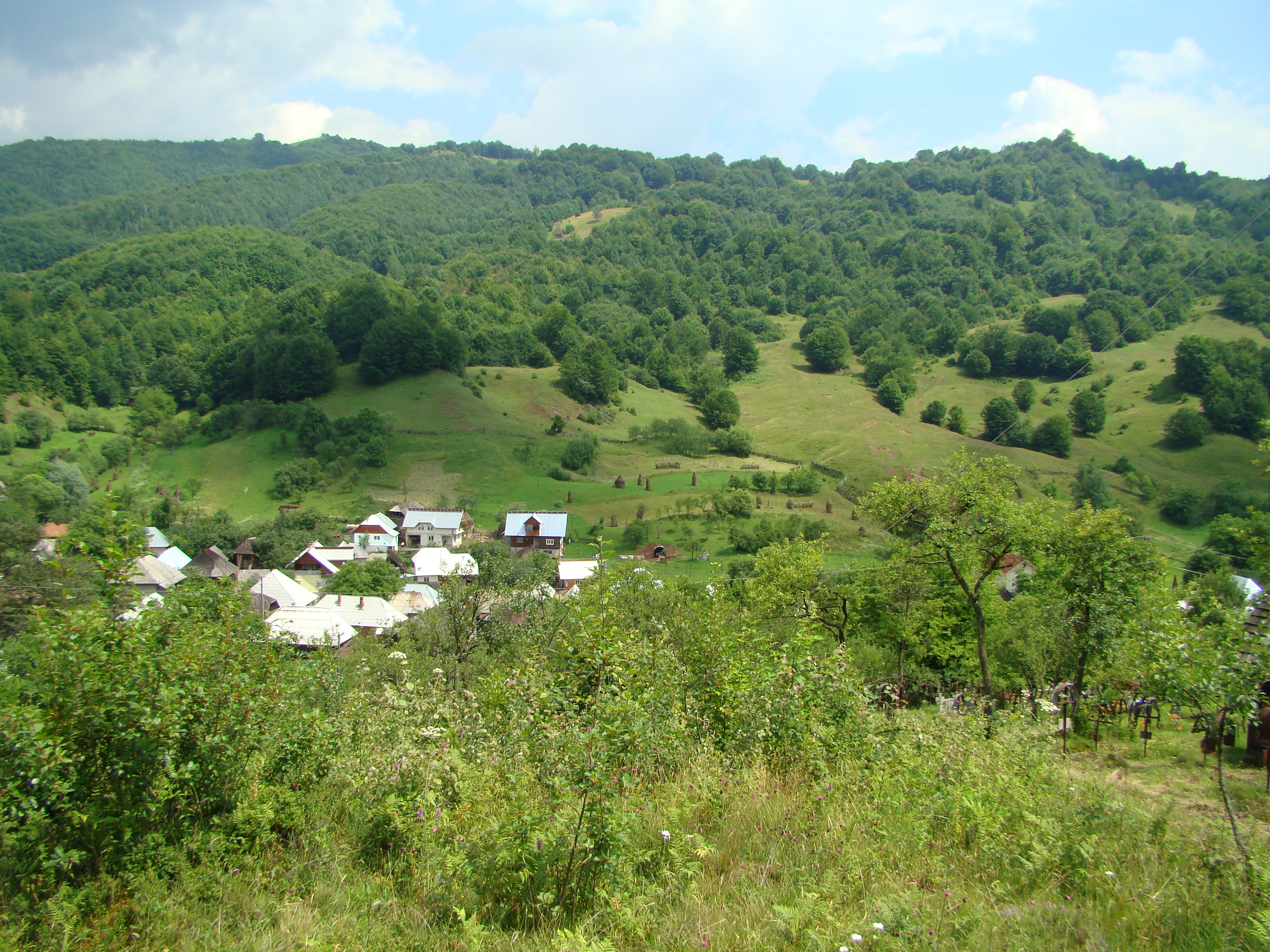
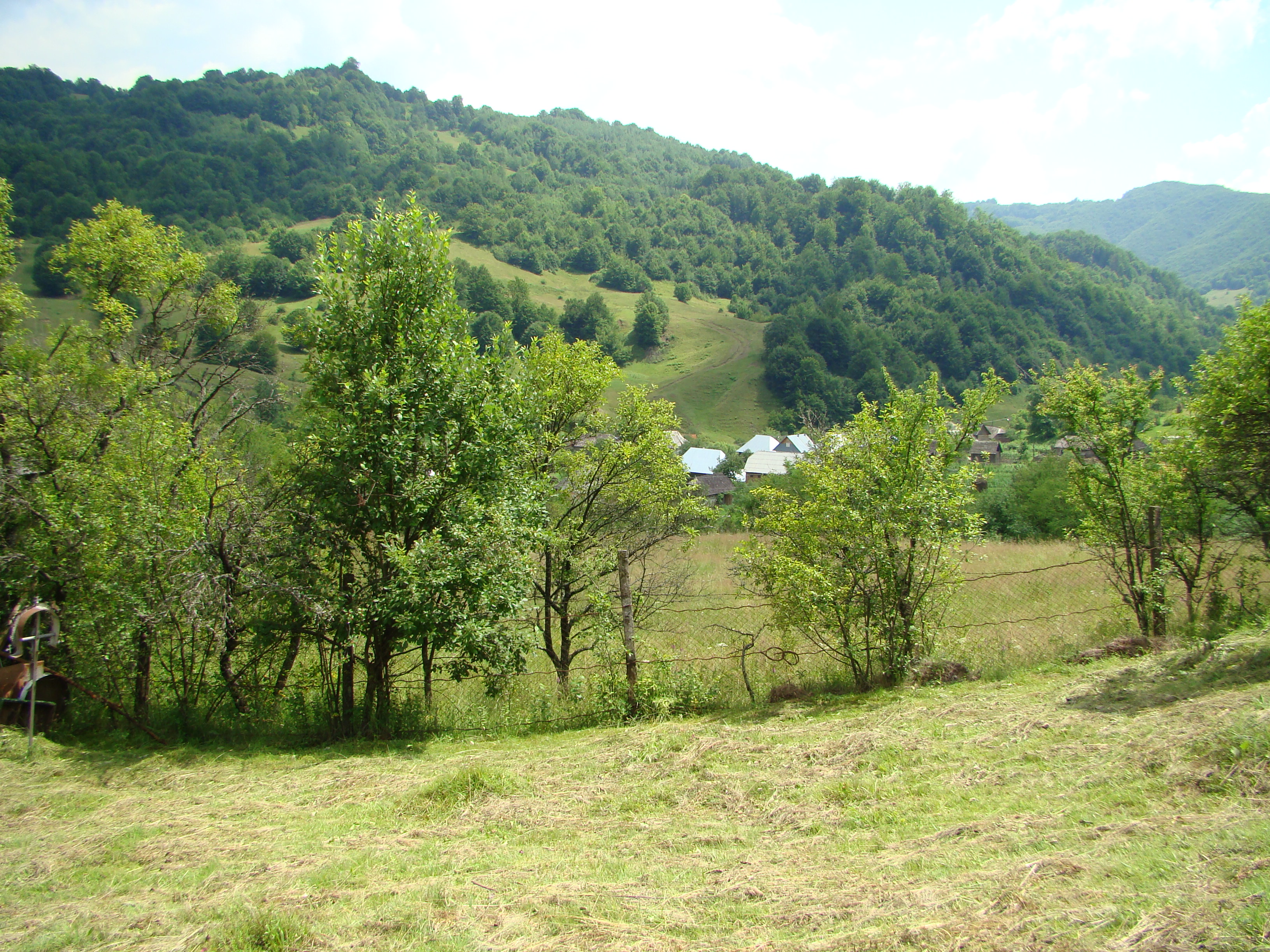
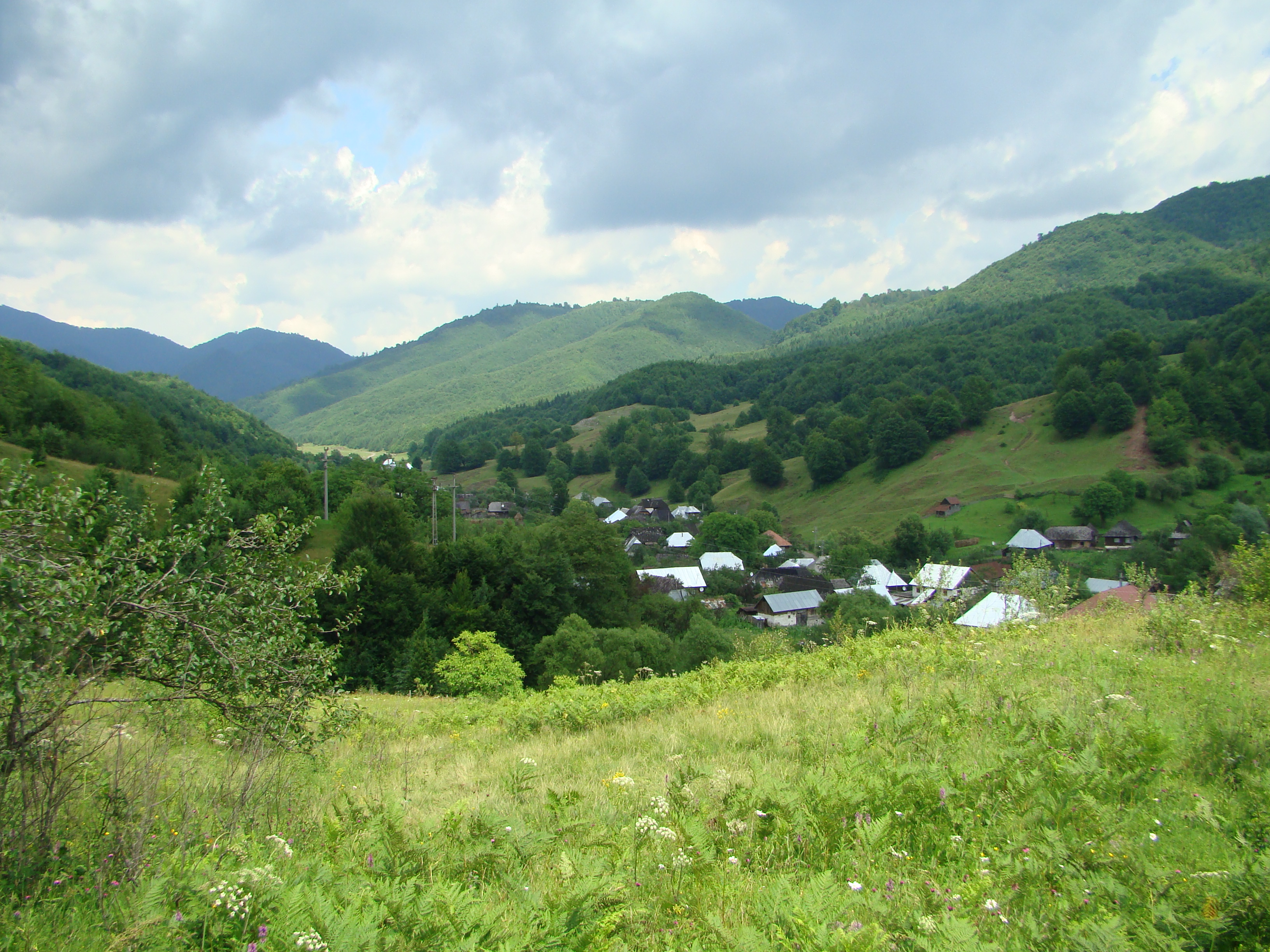
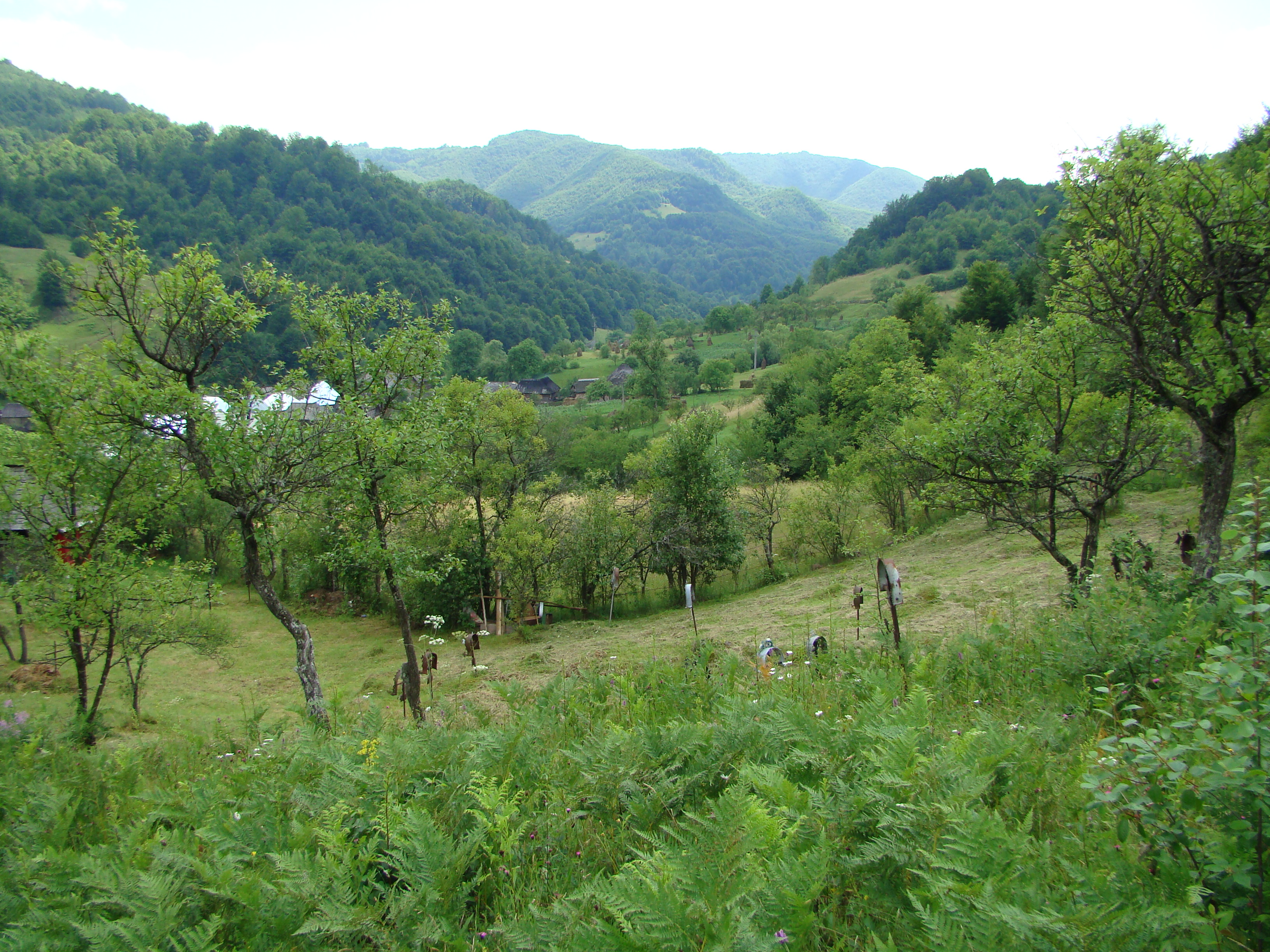
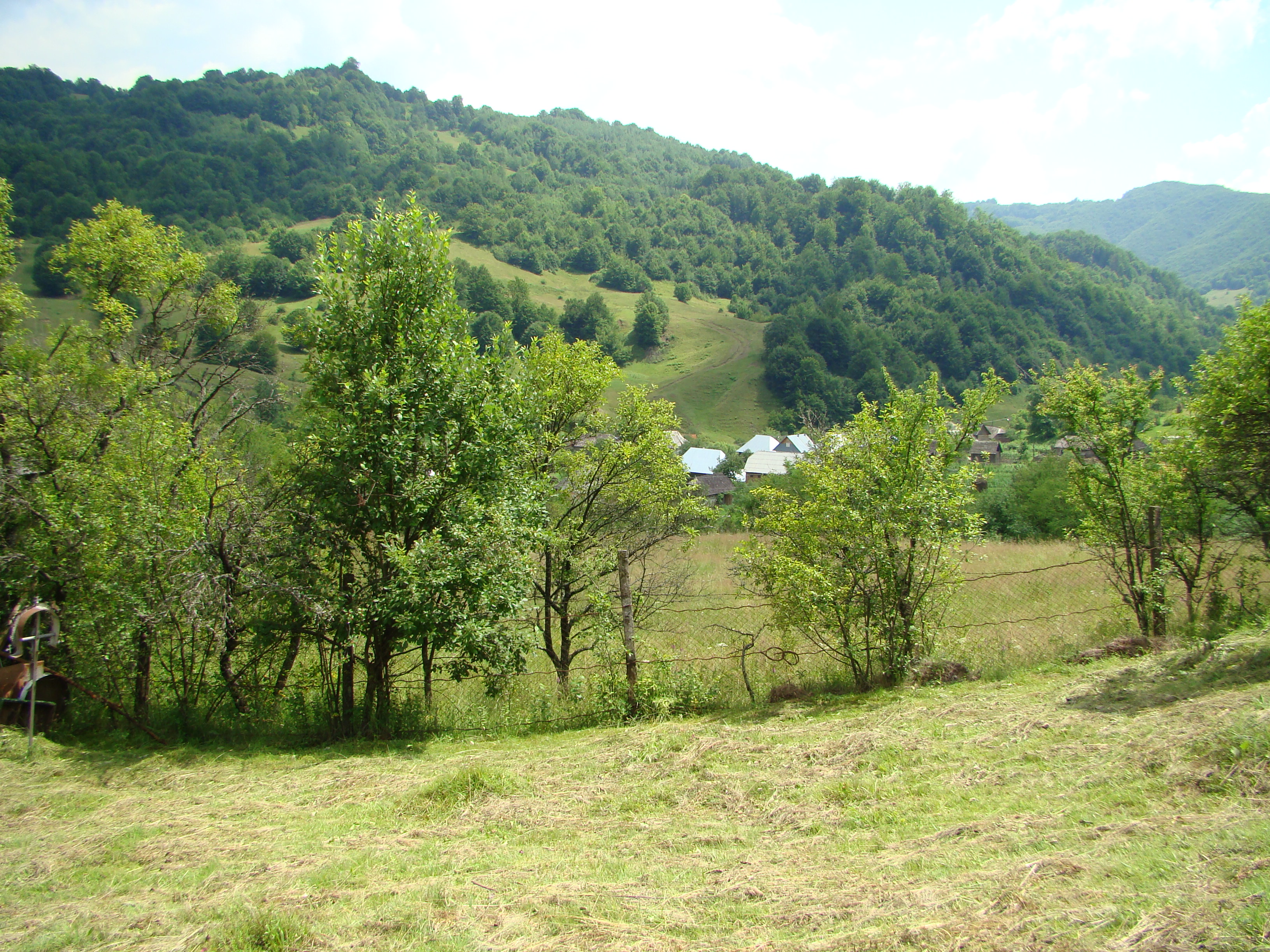
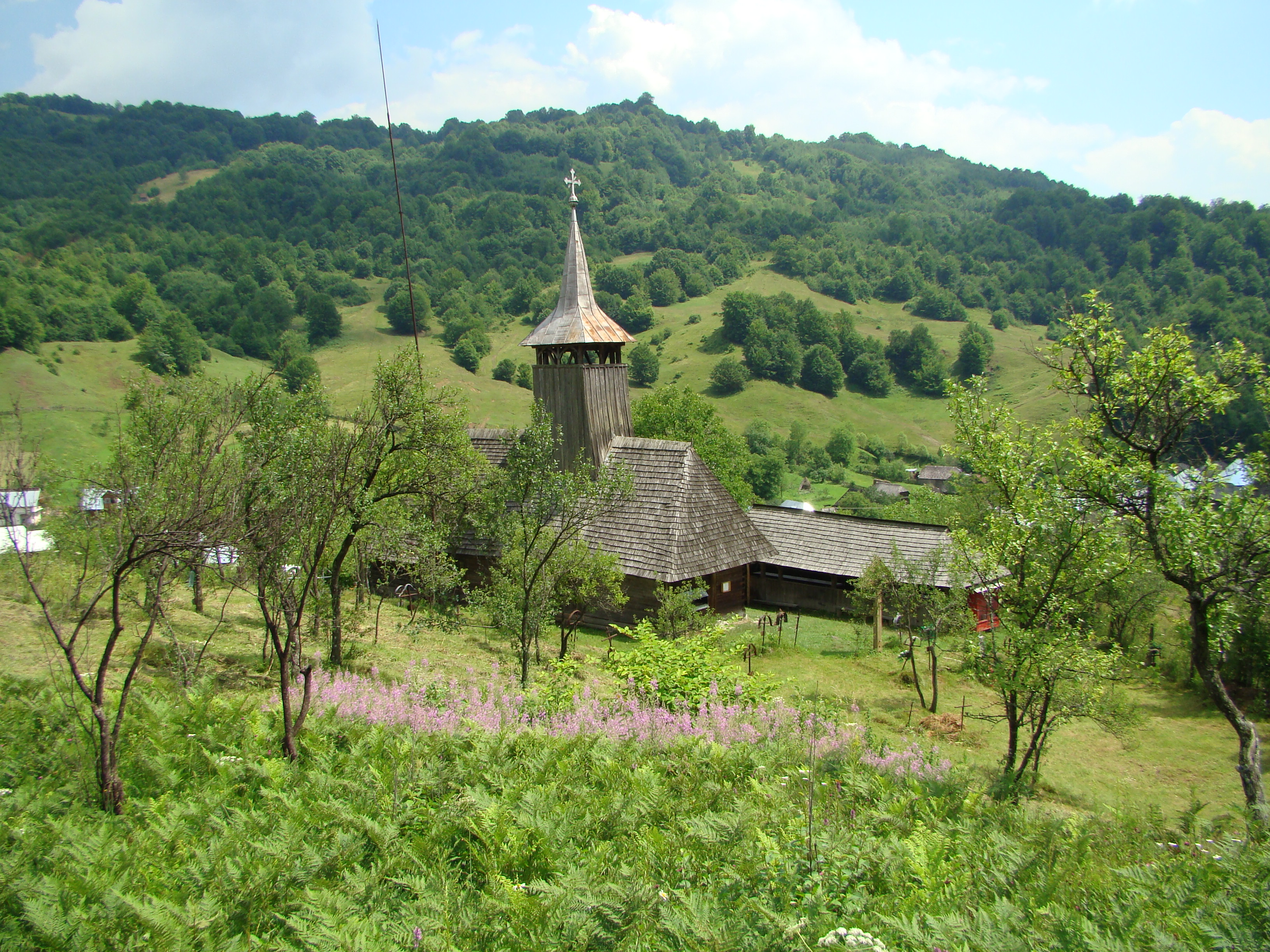
Biserica de lemn din Poiana Botizii (monument istoric)
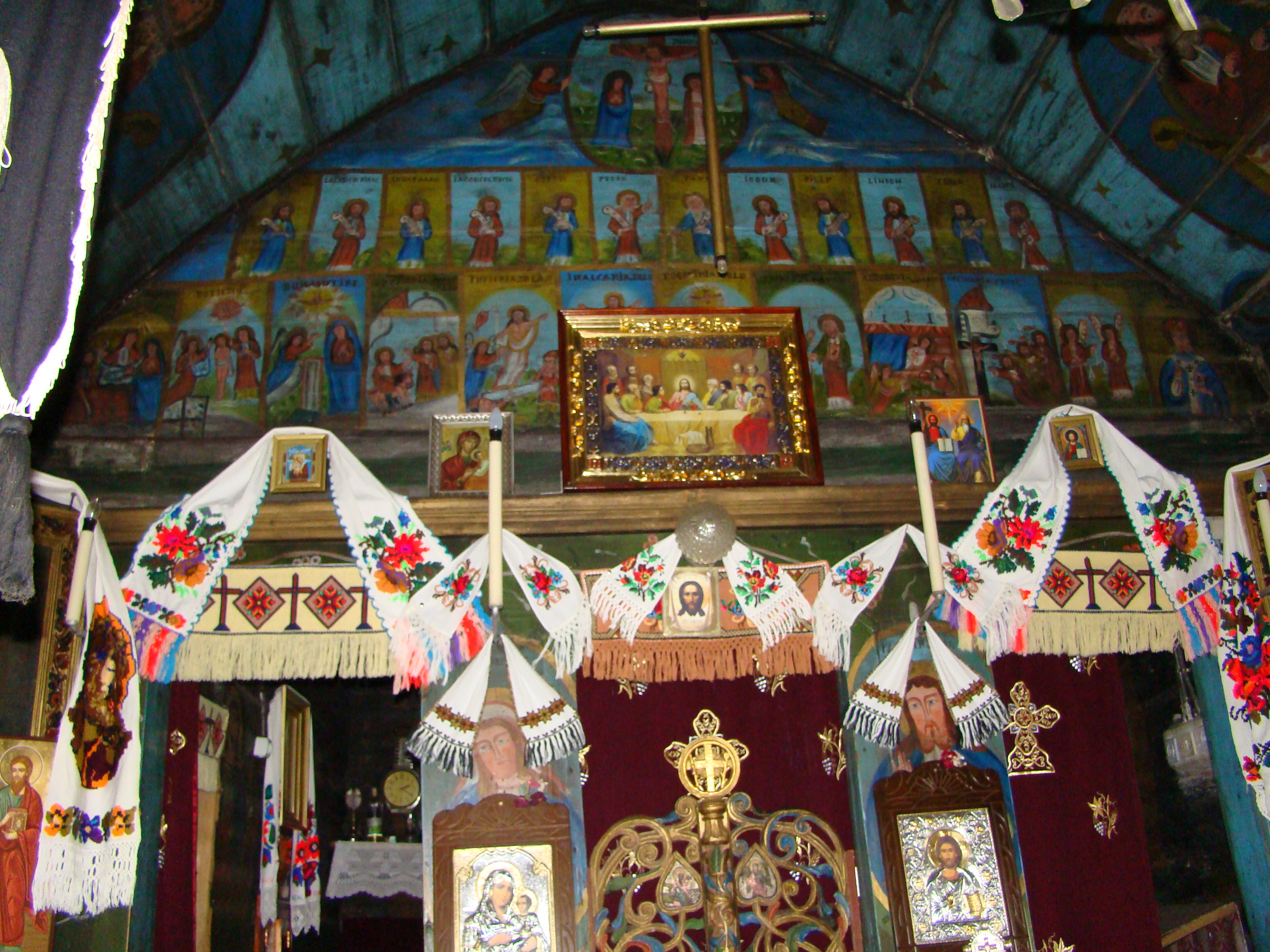
Biserica de lemn din Poiana Botizii (monument istoric)
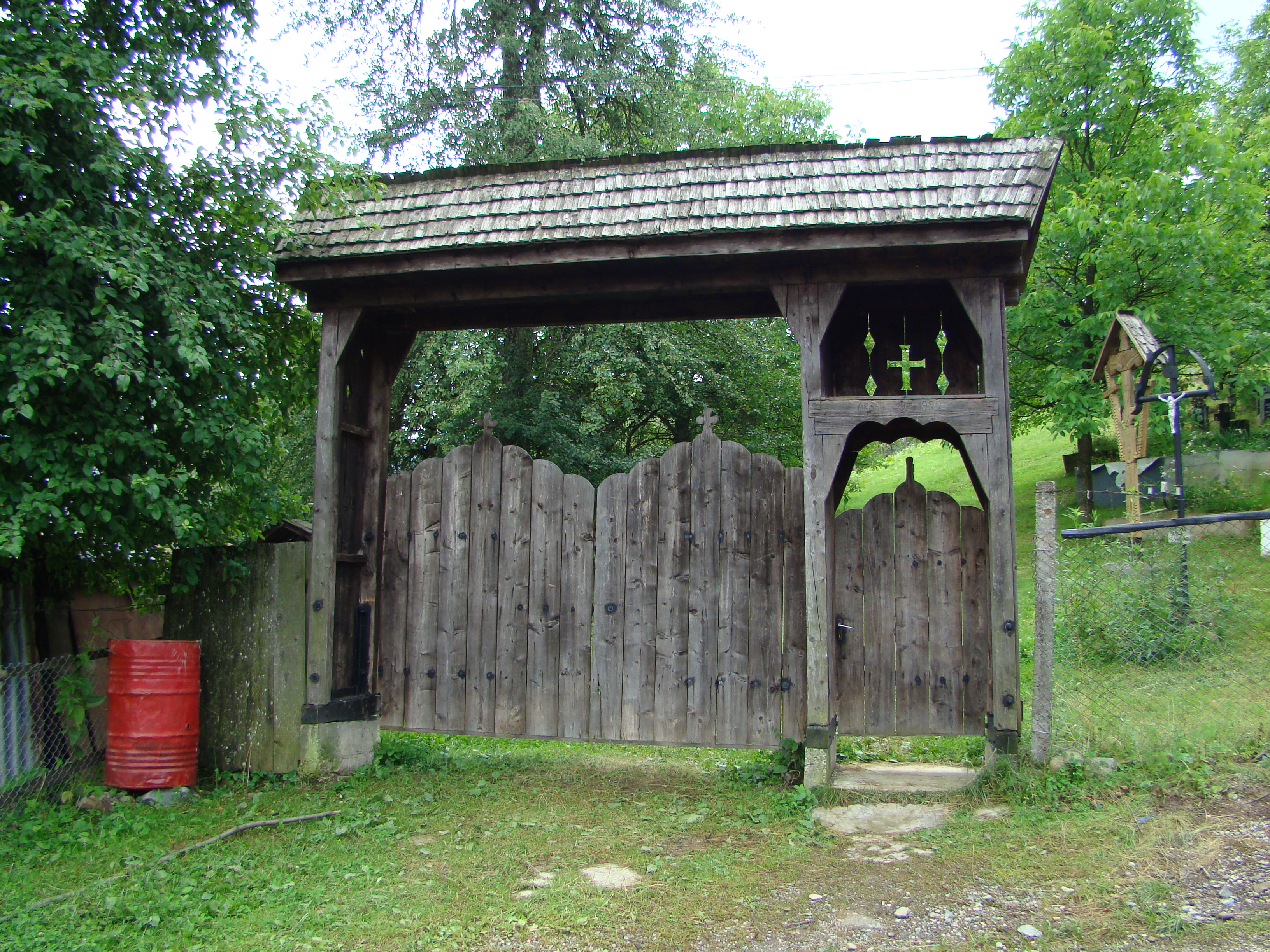
Poarta de lemn a bisericii